# Índice de precipitación
El índice de sequía SPI se define como un valor numérico que representa el número de desviaciones estándar de la precipitación caída a lo largo del período de acumulación de que se trate, respecto de la media, una vez que la distribución original de la precipitación ha sido transformada a una distribución normal. De este modo se define una escala de valores que se agrupa en tramos relacionados con el carácter de la precipitación.
http://www.aemet.es/es/serviciosclimaticos/vigilancia_clima/vigilancia_sequia/ayuda
- Datos: Q6174483